# أرمودة (عقدا)
أرمودة (بالفارسية: ارموده) هي قرية تقع في إيران في قسم عقدا الريفي.